# Formula Regional Americas Championship
Die Formula Regional Americas Championship (FR Americas) ist eine FIA-Formel-Regional-Rennserie. Die Meisterschaft wurde 2018 das erste Mal ausgetragen.

## Geschichte

### Gründung
2017 wurde seitens der FIA beschlossen, eine Zwischenrennserie auf dem Weg von der Formel 4 in die internationale FIA-Formel-3-Meisterschaft zu schaffen. 2018 dann gründete der amerikanische Automobilklub SCCA Pro Racing mit Unterstützung der FIA die F3 Americas Championship als erste – neben der F3 Asian Championship – Formel-Regional-Meisterschaft. Im März 2020 erfolgte die Umbenennung in Formula Regional Americas Championship um im Einklang mit der FIA und dem standardisierten Weg vom Kartsport in die Formel 1 zu stehen.

## Sportliches Reglement

### Ablauf des Rennwochenendes
Ein Rennwochenende besteht aus mehreren freien Trainingssitzungen, welche an einem Freitag stattfinden. Daraufhin folgt am Samstag ein einziges 30-minütiges Qualifying zur Ermittlung der Startaufstellung für das erste Samstagsrennen. Die Rennen dauern jeweils 35 Minuten mit einer weiteren finalen Rennrunde.

### Punkteverteilung
Die Punktewertung orientiert sich am aktuellen Punktesystem der Formel 1. Somit erhält der Sieger eines Rennens 25, der Zweite 18, der Dritte 15 Punkte bis hin zum Zehntplatzierten, welcher den letzten Punkt erhält. Es werden keine Zusatzpunkte für die Pole-Position oder die schnellste Rennrunde verteilt. In die Teamwertung fließen die zwei besten Rennfahrer pro Rennen ein.
| Punkteverteilung | Punkteverteilung | Punkteverteilung | Punkteverteilung | Punkteverteilung | Punkteverteilung | Punkteverteilung | Punkteverteilung | Punkteverteilung | Punkteverteilung | Punkteverteilung | Punkteverteilung | Punkteverteilung |
| ---------------- | ---------------- | ---------------- | ---------------- | ---------------- | ---------------- | ---------------- | ---------------- | ---------------- | ---------------- | ---------------- | ---------------- | ---------------- |
| Platz            | 1                | 2                | 3                | 4                | 5                | 6                | 7                | 8                | 9                | 10               | PP               | SR               |
| Punkte           | 25               | 18               | 15               | 12               | 10               | 8                | 6                | 4                | 2                | 1                | –                | –                |

### Superlizenz-Punkte
Der Meister der Serie erhält, anders als das europäische Pendant, nur 18 Punkte für die Superlizenz, der Vizemeister 14, der Dritte zwölf Punkte bis zum neuntplatzierten, welcher den letzten verfügbaren Punkt für die Superlizenz erhält.
| Superlizenz-Verteilung (2019–) | Superlizenz-Verteilung (2019–) | Superlizenz-Verteilung (2019–) | Superlizenz-Verteilung (2019–) | Superlizenz-Verteilung (2019–) | Superlizenz-Verteilung (2019–) | Superlizenz-Verteilung (2019–) | Superlizenz-Verteilung (2019–) | Superlizenz-Verteilung (2019–) | Superlizenz-Verteilung (2019–) | Superlizenz-Verteilung (2019–) |
| ------------------------------ | ------------------------------ | ------------------------------ | ------------------------------ | ------------------------------ | ------------------------------ | ------------------------------ | ------------------------------ | ------------------------------ | ------------------------------ | ------------------------------ |
| Platz                          | 1                              | 2                              | 3                              | 4                              | 5                              | 6                              | 7                              | 8                              | 9                              | 10                             |
| Punkte                         | 18                             | 14                             | 12                             | 10                             | 6                              | 4                              | 3                              | 2                              | 1                              | 0                              |

Bei der Gründung der Rennserie gab es weniger Punkte für die Superlizenz, da erhielt der Meister 16 Punkte, der Vizemeister 14, der Dritte zehn Punkte bis hin zum achtplatzierten, welcher den letzten verfügbaren Punkt für die Superlizenz erhielt.
| Superlizenz-Verteilung (2018) | Superlizenz-Verteilung (2018) | Superlizenz-Verteilung (2018) | Superlizenz-Verteilung (2018) | Superlizenz-Verteilung (2018) | Superlizenz-Verteilung (2018) | Superlizenz-Verteilung (2018) | Superlizenz-Verteilung (2018) | Superlizenz-Verteilung (2018) | Superlizenz-Verteilung (2018) | Superlizenz-Verteilung (2018) |
| ----------------------------- | ----------------------------- | ----------------------------- | ----------------------------- | ----------------------------- | ----------------------------- | ----------------------------- | ----------------------------- | ----------------------------- | ----------------------------- | ----------------------------- |
| Platz                         | 1                             | 2                             | 3                             | 4                             | 5                             | 6                             | 7                             | 8                             | 9                             | 10                            |
| Punkte                        | 16                            | 14                            | 10                            | 8                             | 6                             | 4                             | 2                             | 1                             | 0                             | 0                             |

### Preisgeld
Der Meister der Rennserie erhält vom Motorenlieferanten Honda ein Stipendium für die japanische Super Formula im Wert von 600.000 US-Dollar, einen Carbon-Helm von Bell sowie eine Gästeeinladung beim Haas F1 Team während eines Formel-1-Rennens in den Vereinigten Staaten. Der Vizemeister bekommt ein Angebot als Testfahrer für den Chassis-Hersteller Ligier sowie zwei 500 US-Dollar-Gutscheine für Bell sowie OMP Racing; der Drittplatzierte bekam ebenfalls dieselben Gutscheine, jedoch nur im Wert von jeweils 250 US-Dollar.

## Technisches Reglement

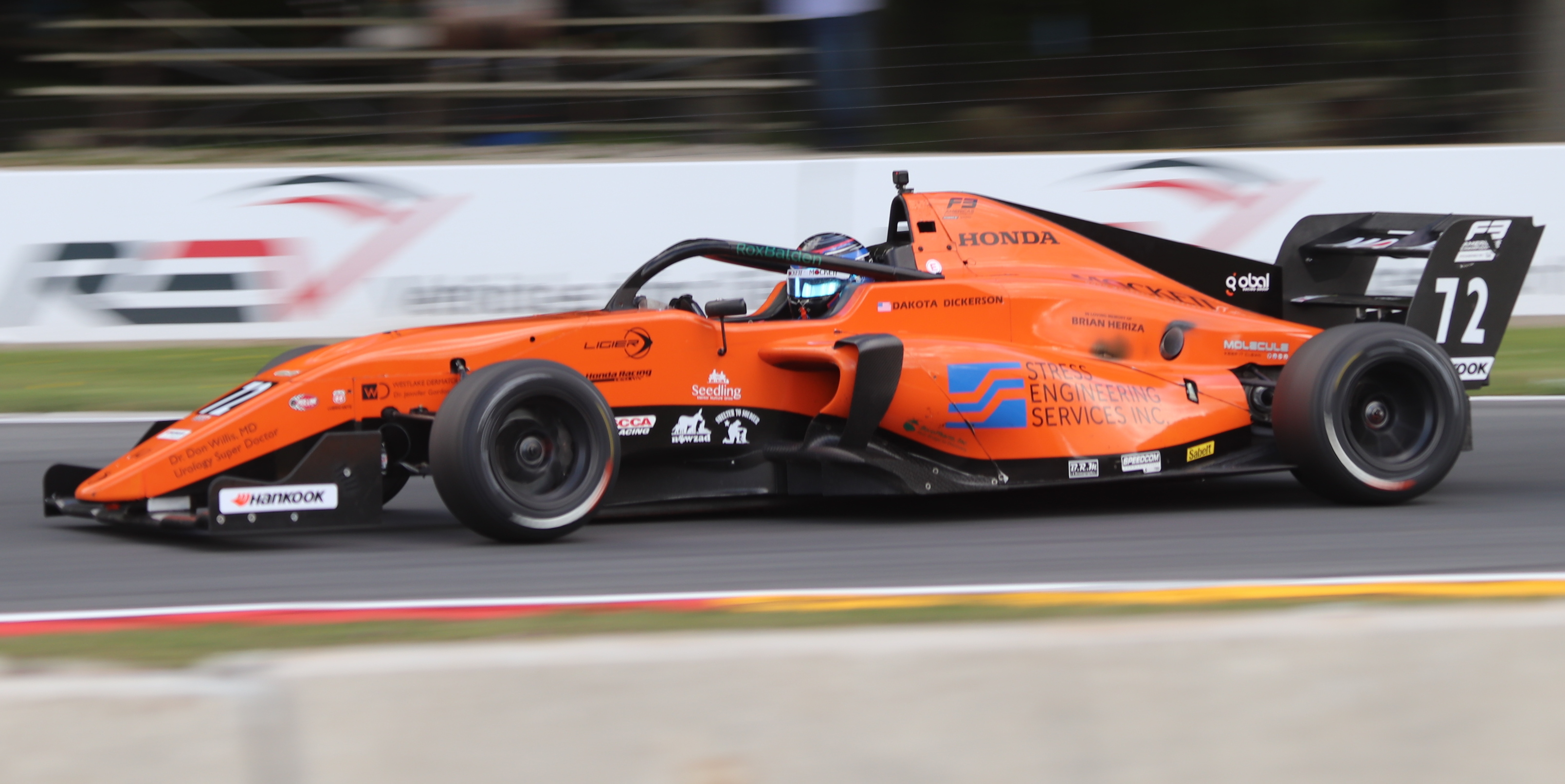
Ein Ligier JS F3 (2019)

### Chassis
In der Meisterschaft wird als Chassis das JS F3 von Ligier-Onroak Automotive verwendet. Die Chassis sind Wabenkernsandwich-Monocoques aus CFK und haben eine Reihe von neuen Sicherheitsmerkmalen, darunter das Halo-System, extrahierbarer Rennsitz und einen verbesserten Seitenaufprallschutz. Als Aufhängung werden vorne sowie hinten Doppelquerlenkerachsen mit innenliegenden Schraubenfedern und Stoßdämpfern, betätigt über Schubstangen, mit Stabilisatoren verwendet. Zum Bremsen werden Scheibenbremsen eingesetzt.

### Motor und Getriebe
Als Motor wird seit 2024 ein Mountune Racing 2,0-Liter-MK20R-Turbomotor mit vier Zylindern in Reihe eingesetzt, der etwa 228 kW (310 PS) Leistung erzeugt. Geschaltet wird über ein sequenzielles Sechsgangschaltgetriebe mit Schaltwippen am Lenkrad.
Von 2018 bis 2023 wurde als Motor ein Honda HPD 2,0-Liter-K20C1-Turbomotor mit vier Zylindern in Reihe eingesetzt, der etwa 226 kW (303 PS) Leistung erzeugte.

### Reifen
Als Bereifung kommen Slicks von Hankook zum Einsatz.

## Bisherige Meister
| Jahr | Meister            | Punkte | Zweiter             | Punkte | Dritter            | Punkte | Bestes Team                | Punkte | Quelle |
| ---- | ------------------ | ------ | ------------------- | ------ | ------------------ | ------ | -------------------------- | ------ | ------ |
| 2018 | Kyle Kirkwood      | 405,5  | Baltazar Leguizamón | 276,5  | Benjamin Pedersen  | 183,5  | Abel Motorsports           | 529,5  | [ 7 ]  |
| 2019 | Dakota Dickerson   | 269,5  | Benjamin Pedersen   | 221,5  | Mathias Soler-Obel | 161,5  | Global Racing Group        | 617,5  | [ 8 ]  |
| 2020 | Linus Lundqvist    | 401,5  | David Malukas       | 283,5  | Victor Franzoni    | 225,5  | Global Racing Group        | 573,5  | [ 9 ]  |
| 2021 | Kyffin Simpson     | 314,5  | Joshua Car          | 218,5  | Ernie Francis Jr.  | 160,5  | TJ Speed Motorsports       | 529,5  | [ 10 ] |
| 2022 | Raoul Hyman        | 362,5  | Dylan Tavella       | 281,5  | Jason Alder        | 220,5  | TJ Speed Motorsports       | 652,5  | [ 11 ] |
| 2023 | Callum Hedge       | 384,5  | Ryan Shehan         | 279,5  | Cooper Becklin     | 251,5  | Crosslink Kiwi Motorsports | 742,5  | [ 12 ] |
| 2024 | Patrick Woods-Toth | 294,5  | Ryan Shehan         | 188,5  | Jett Bowling       | 186,5  | Crosslink Kiwi Motorsports | 694,5  | [ 13 ] |